# Aristide Briand
Aristide Briand (wym. [aʁistid bʁiɑ̃]; ur. 28 marca 1862 w Nantes, zm. 7 marca 1932 w Paryżu) – francuski polityk socjalistyczny, wielokrotny premier Francji i minister w latach 1909–1929, zwolennik rozdziału Kościoła od państwa.

## Życiorys
Urodzony w rodzinie mieszczańskiej utrzymującej się z prowadzenia restauracji. Studiował prawo, a jako adwokat szybko zainteresował się polityką i dziennikarstwem politycznym, pisząc artykuły do anarchistycznego dziennika „Le Peuple”, przez pewien czas kierując pismem „Lanterne”, przechodząc do „Petite Republique”, by ostatecznie zająć się pisaniem dla „L’Humanité” we współpracy z Jeanem Jaurèsem.
W tym czasie stał się znanym działaczem na rzecz utworzenia związków zawodowych i na kongresie pracowniczym w Nantes w 1894 roku przyczynił się do przyjęcia idei związków pracowniczych. Od tej pory stał się jednym z przywódców francuskiej Partii Socjalistycznej. W 1902 roku, po kilku nieudanych próbach, został deputowanym do parlamentu. Deklarował się jako zwolennik lewicowego bloku, który miał równoważyć reakcyjny blok prawicy. Od początku kariery parlamentarnej Briand zajmował się zagadnieniem rozdziału Kościoła od państwa. Został wyznaczony na sprawozdawcę komisji zajmującej się przygotowaniem stosownego prawa, a jego raport pokazał jego zdolności jako jednego z przyszłych przywódców politycznych. Briand zdołał przeforsować swój projekt, z niewielkimi modyfikacjami, nie dzieląc nim ugrupowań politycznych, które wspierały projekt.
Był głównym autorem francuskiego prawa o rozdziale Kościoła od państwa, ale zależało mu także na wprowadzaniu go w życie, tym bardziej że dotychczasowy minister Maurice Rouvier dopuszczał do niepokojów w trakcie przejmowania zasobów kościelnych. Przyjął zatem tekę ministra oświaty publicznej i wyznań w burżuazyjnym rządzie Sarriena (1906), co z kolei spowodowało wykluczenie go z partii socjalistów. W przeciwieństwie do Jaurèsa uważał, że socjaliści powinni aktywnie współdziałać z radykałami we wszystkich kwestiach związanych z reformami społecznymi, a nie tylko z rezerwą stać na boku i oczekiwać urzeczywistnienia swoich ideałów.
W 1909 roku Briand zastąpił Georgesa Clemenceau na stanowisku premiera, pełniąc tę funkcję do 1911 roku, a potem przez kilka miesięcy w 1913 roku. W październiku 1915 roku, po klęskach francuskich na frontach I wojny światowej został ponownie premierem (zastąpił René Vivianiego), a także ministrem spraw zagranicznych (zastępując Théophile’a Delcasségo). Ta kadencja nie była szczególnie udana, jako że podał się do dymisji w marcu 1917 roku wskutek nieporozumień wokół planów francuskiej ofensywy wojskowej.
Briand powrócił do władzy w 1921 roku, ale jego wysiłki, aby doprowadzić do ugody w sprawie niemieckich reparacji, spełzły na niczym w obliczu nieprzejednanego stanowiska niemieckiego. Zastąpił go bardziej wojowniczy Raymond Poincaré. W obliczu kryzysu wokół Zagłębia Ruhry jego ugodowy styl stał się jednak bardziej akceptowalny i w 1925 roku powrócił na Quai d’Orsay, pozostając ministrem spraw zagranicznych aż do śmierci.
Za wynegocjowanie Traktatów z Locarno Briand wraz z niemieckim politykiem Gustavem Stresemannem otrzymał w 1926 roku Pokojową Nagrodę Nobla. W 1927 roku propozycja Brianda i amerykańskiego sekretarza stanu Franka Billingsa Kellogga przyjęcia uniwersalnego paktu delegalizującego wojnę, doprowadziła w następnym roku do podpisania paktu paryskiego (tzw. paktu Brianda-Kellogga).
Aristide Briand w 1930 roku wystąpił z propozycją utworzenia europejskiego stowarzyszenia państw o charakterze federacyjnym, co można uznać za przejaw dążenia do integracji wśród państw europejskich. Jego koncepcja Unii Federacyjnej zakładała utworzenie federacji, do której miały należeć trzy państwa-założyciele: Francja, Wielka Brytania i Niemcy, oraz pozostałe państwa Europy z wyłączeniem Turcji i Rosji. W ramach federacji funkcjonować miała unia celna, wspólny rynek oraz wspólny system bezpieczeństwa. Koncepcja zakładała istnienie stałych instytucji federalnych, takich jak Stały Komitet Polityczny (organ wykonawczy), Konferencja Polityczna czy Sekretariat. Zmarł w 1932 roku z powodu choroby serca.